# Coupe Spengler 1997
Navigation
Édition précédente Édition suivante
La Coupe Spengler 1997 est la 71e édition de la Coupe Spengler. Elle se déroule en décembre 1997 à Davos, en Suisse.

## Règlement du tournoi
Les équipes sont regroupées au sein d'un seul groupe. Les équipes jouent un match contre chacune des autres équipes. Les deux premiers de la poule jouent une finale pour le titre de vainqueur de la Coupe Spengler.

## Résultats des matchs et classement
| Clt   | Équipe           | PJ | V | D | N | BP | BC | Pts |
| ----- | ---------------- | -- | - | - | - | -- | -- | --- |
| +001, | Canada           | 4  | 3 | 1 | 0 | 14 | 7  | 6   |
| +002, | Färjestad BK     | 4  | 3 | 1 | 0 | 16 | 13 | 6   |
| +003, | Jokerit Helsinki | 4  | 2 | 2 | 0 | 13 | 12 | 4   |
| +004, | Adler Mannheim   | 4  | 2 | 2 | 0 | 11 | 14 | 4   |
| +005, | HC Davos         | 4  | 1 | 3 | 0 | 11 | 19 | 0   |

- Qualifié directement pour la finale

## Finale
| 31 décembre | Canada | 8-3 (4-0, 4-2, 0-1) | Färjestad BK | Eisstadion Davos |